# Nicholas Hoeflin
Nicholas Hoeflin es un deportista canadiense que compite en taekwondo. Ganó dos medallas de bronce en el Campeonato Panamericano de Taekwondo, en los años 2022 y 2024.

## Palmarés internacional
| Campeonato Panamericano | Campeonato Panamericano      | Campeonato Panamericano | Campeonato Panamericano |
| Año                     | Lugar                        | Medalla                 | Categoría               |
| ----------------------- | ---------------------------- | ----------------------- | ----------------------- |
| 2022                    | Punta Cana (Rep. Dominicana) | Medalla de bronce       | –54 kg                  |
| 2024                    | Río de Janeiro (Brasil)      | Medalla de bronce       | –58 kg                  |